# П'ять наречених до коханої
«П'ять наречених до коханої» (інша назва: «З цих пір і назавжди») — радянський художній фільм 1984 року, знятий Лейлою Горделадзе на кіностудії «Грузія-фільм».

## Сюжет
Вирішивши одружити Бачуту, друзі складають список можливих наречених молодого ветеринара. Наречені, як на підбір, красиві та освічені. Проте Бачута полюбив ветеринара Таліку, яка працює з ним на одній фермі, і вже поспішає зробити дівчині пропозицію.

## У ролях
- Бадрі Какабадзе — Бучута
- Михайло Самсонадзе — Кікіа
- Русудан Болквадзе — Таліко
- Ія Нінідзе — Ірма
- Мака Махарадзе — Віола
- Хатуна Мчедлідзе — Ціціно
- Ека Чхеїдзе — Ека
- Спартак Кікнадзе — Абесалом
- Важа Окрешидзе — Кукурі
- Зураб Дзнеладзе — Тато
- Гізо Какаурідзе — Гугуша
- Єва Хутунашвілі — другорядна роль
- Бідзіна Рачвелішвілі — другорядна роль
- Зураб Капіаніде — Геннадій, вчитель фізкультури
- Русудан Квлівідзе — дружина Тенгулі
- Автанділ Сахамберідзе — прораб
- Ніно Чхеїдзе — Каліста
- Ала Барабадзе — другорядна роль
- Паата Бараташвілі — другорядна роль
- Гулчіна Дадіані — другорядна роль
- Михайло Джоджуа — другорядна роль
- Павле Ломінадзе — другорядна роль
- Зураб Стуруа — другорядна роль
- Елеонора Ціума — другорядна роль
- Медея Чахава — другорядна роль
- Родері Чачанідзе — другорядна роль
- Лейла Шотадзе — другорядна роль
- А. Джишкаріані — другорядна роль
- Георгій Долідзе — другорядна роль
- Г. Какабадзе — другорядна роль
- Дж. Кіпароїдзе — другорядна роль
- Б. Мікадзе — другорядна роль
- Ніка Ніколаїшвілі — другорядна роль
- Георгій Чітаїшвілі — другорядна роль

## Знімальна група
- Режисер — Лейла Горделадзе
- Сценарист — Лейла Горделадзе
- Оператор — Юрій Кікабідзе
- Композитор — Вахтанг Кухіанідзе